# Повелитель драконов (роман)
«Повелитель драконов» (нем. Drachenreiter, англ. Dragon Rider)  — роман Корнелии Функе, впервые опубликованный на немецком языке в 1997 году. В 2004 году книга была выпущена в Великобритании издательством The Chicken House (в переводе Оливера Лача), а также в США, издательством Scholastic Inc. (в переводе Антеи Белл). Впоследствии роман не раз переиздавался по всему миру, в том числе в России. Его целевая аудитория – подростки.
«Повелитель драконов» оставался в списке бестселлеров The New York Times в течение 78 недель.

## Сюжет
Лунг (в англ. переводе – Firedrake) - молодой серебряный дракон, живущий среди других драконов в скрытой долине недалеко от Лондона. Узнав, что люди намерены затопить долину, Лунг и его подруга-кобольд Серношерстка отправляется на поиски нового дома для рода огнедышащих, а именно, в место, которое когда-то было самым безопасным для драконов.
В пути друзьям предстоит познакомиться с мальчиком-сиротой Беном, встретить гномов, джинна, попасть в шторм, а также встретить самого заклятого врага драконов по кличке Золотой.

## Продолжение
В конце 2015 года Корнелия Функе обнародовала подробности продолжения «Повелителя драконов», получившего название «Перо грифона»: действие сиквела будет разворачиваться через два года после событий первой книги. Роман был издан в Германии под оригинальным названием «Drachenreiter: Die Feder eines Greifs» 23 сентября 2016 года. Издание на английском языке было выпущено 5 июля 2017 года. Известно, что писательница работает над третьей книгой, предварительное название которой – «The Volcano Adventure». Книга планируется к выходу в виде графического романа. Также она будет иметь некую коллаборацию со смартфоном.

## Экранизация
31 октября 2016 года Корнелия Функе рассказала в социальных сетях о своей встрече с кинорежиссером, целью которой было обсуждение анимационной адаптации романа. Вскоре стало известно, что за продюсирование проекта взялись компании Constantin Film и Rise Pictures. В настоящий момент завершается производство приключенческого фильма. Главные герои картины будут говорить голосами Фелисити Джонс, Фредди Хаймора, Патрика Стюарта и Томаса Сангстера. Премьера в Германии намечена на 1 октября 2020 года, в российский прокат анимационный фильм "Повелитель драконов" выйдет 29 октября.